# Йосеф Лішанський
Йосиф Лішанський (івр. יוסף לישנסקי ; англ.: Yosef Lishansky; 1890 рік – 16 грудня 1917) — член єврейського напіввійськового загону і британський шпигун в Османській Палестині. Після прибуття до Палестини Лішанський прагнув приєднатися до ХаШомера, але, отримавши відмову в членстві, заснував конкуруючу організацію ГаМаґен. Через кілька років він приєднався до єврейської шпигунської організації «НІЛІ». Османи розшукували Лішанського за його діяльність і був зраджений ГаШомером, коли шукав притулку в них. Він кілька разів уникав полону, але зрештою був спійманий і засуджений до страти в Дамаску.

## Раннє життя
Лішанський народився під Києвом у Російській імперії в 1890 році в родині Ейделя та Якова Товія. Після того, як більша частина його сім'ї загинула під час пожежі, він зі своїм батьком зробив Алію (повідомлений рік їхньої Алії коливається між 1891 і 1896 роками). Вони оселилися у брата Йосифа, Ізраїля, який жив у Метулі. Незабаром під час подорожі до Єрусалиму його батько зник, і Лішанський став жити в будинку брата. Відмінно навчаючись, він був направлений на семінар до Єрусалиму, але не завершив навчання через фінансові труднощі. Замість цього Йосиф поїхав до Єгипту, де протягом двох років керував сільськогосподарською фермою, а потім повернувся до землі Ізраїлю. У 1910 році одружився з Рівкою Брошковською, у них народилися донька Іврія та син Товія.

## Єврейські оборонні організації
У 1912 році Лішанський зробив спробу приєднатися до організації «ГаШомер». ГаШомер вимагав випробувального терміну для всіх новобранців, і Лішанського відправили охороняти в Порію, Рішон-ле-Ціон, Бен-Шемен і, нарешті, Менахемію. У лютому 1915 року загони Лішанського вбили ватажка арабської банди, яка напала на село. Через політику ГаШомера щодо уникнення кровної помсти з арабами Лішанському було відмовлено у вступі до організації. Пізніше це було сприйнято просто як привід не прийняти Лішанського, який вправно володів зброєю, верховою їздою та арабською мовою. Ізраїль Шохат, лідер «ГаШомер», пізніше писав, що Лішанський часто демонстрував слабкість, авантюризм і хвастощі.
Потім Лішанський вирішив створити конкуруючу організацію під назвою ГаМаґен («Щит»), до якої входили відкинуті члени ГаШомера. Група не бажала прямо конкурувати з ГаШомером, тому вони вибрали південні єврейські села, які раніше охоронялися арабами. Керівником організації було обрано Лішанського, який вирушив на південь для переговорів із селами. ГаМаґен замінив арабську охорону в Рухамі, Беер-Тувії та Мазкерет-Батії, а пізніше в Гедері. Незважаючи на пункт у статуті ГаМаґен, який забороняв їй охороняти села, які раніше або зараз охороняв ГаШомер, останній спробував розпустити ГаМаґен, але не зміг.
У січні 1917 року, невідомий своїм товаришам по ГаМаґен, Лішанський покинув Єгипет, щоб зосередитися на своїй діяльності в Нілі. Через обставини відбувся занепад ГаМаґен. Незважаючи на це, деякі члени ГаМаґен приєдналися до Лішанського в Нілі.

## Нілі діяльність і смерть
Лішанський приєднався до Нілі в грудні 1915 року, коли Авшалома Файнберга заарештували за шпигунство й утримували в Беер-Шеві. Оскільки він був активним на півдні, він був завербований Фейнбергом для передачі інформації Сарі Ааронсон, яка діяла з Атліта, і від неї. Він робив це, ховаючи записки в буханках хліба, які передавали в'язням. У січні 1917 року, після того як Файнберга було звільнено і він намагався таємно поїхати до Єгипту, щоб зустрітися з англійцями, його супроводжував Лішанський, який добре знав цю місцевість. 20 січня на них напали двоє османських солдатів і банда бедуїнів поблизу Рафаха, внаслідок чого Файнберг загинув, а Лішанський був поранений. Лішанського залишили помирати, але він зумів дістатися до британського патруля, який доставив його до лікарні в Порт-Саїді, де він зустрівся з Аароном Ааронсоном 25 січня 1917 року та розповів йому про смерть Файнберга. Оскільки Лішанський був єдиним свідком вбивства, почали ходити чутки, що це він убив Файнберга з особистих мотивів або через роман із Сарою Ааронсон. Вони були спростовані лише після Шестиденної війни, коли були знайдені останки Фейнберга та допитані бедуїни в регіоні.
Пізніше Лішанський повернувся в Атліт, центральну базу операцій Нілі, і повністю зосередився на організації. Він відповідав за збір звітів про шпигунство від агентів Нілі в околицях і управління фінансами, що надходили з Єгипту. У квітні 1917 року Лішанський знову вирушив до Єгипту проти волі свого начальника Аарона Ааронсона. Він повернувся в червні і продовжив свою діяльність у Нілі.
У жовтні 1917 року, коли Лішанський перебував у Зіхрон-Яакові, османська влада отримала інформацію про діяльність Нілі, випадково спіймавши почтового голуба з повідомленням від Сари Ааронсон, а після захоплення оперативника Нілі Наамана Белкінда вони дізналися про келії в Зіхроні. Вони оточили село, захопивши Сару Ааронсон, але Лішанський зумів втекти, і став утікачем з ціною за голову. Він зустрівся з членами ГаШомер, які несли золото, і супроводжував їх до Тель-Адаса.
ГаШомер, який був проти діяльності Лішанського, все ж вирішив його сховати, але в міру посилення тиску з боку турків вони зібралися ще раз і цього разу вирішили стратити його, а тіло передати владі. 9 жовтня його привели до місця біля Метули, вистрілили двічі й залишили мертвим. Однак він не загинув і до того часу, коли турецькі солдати дісталися цього району, він утік.
17 жовтня Лішанський знайшов притулок у Петах-Тікві у друзів Аарона Ааронсона, але вони не захотіли його ховати і через два дні відправили в дорогу. Він подорожував на південь, сподіваючись перетнути кордон на Синайському півострові та досягти британських ліній. У ніч з 19 на 20 жовтня Лішанський намагався вкрасти верблюда у бедуїнів в районі Шефела. Його схопили і передали османській владі. Османи утримували та допитували його в Рамлі та Єрусалимі, а через десять днів у Єрусалимі його перевезли до Дамаска.
Під час перебування у в'язниці Лішанський зв'язався з ішувом і попросив гроші, щоб підкупити його вихід з ув'язнення. Меїр Дізенґоф, один із лідерів Тель-Авіва, відмовив у фінансуванні не лише для підкупу Лішанського на шляху до свободи, але навіть для допомоги, яку він надавав іншим ув'язненим, у тому числі антисіоністам, незважаючи на те, що отримав гроші від НІЛІ. Лішанський відкрив туркам членів ГаШомера, а за деякими даними також і членів Нілі. Його засудили до смертної кари через повішення разом із членом Нілі Нааманом Белкіндом (який скаржився на вирок, оскільки нічого не приховував під час допитів). Вони були повішені на площі в Дамаску 16 грудня 1917 року. 24 грудня 1919 року тіла Лішанського та Белкінда були перенесені на кладовище в Рішон-ле-Ціоні, хоча на похороні були присутні менше 20 осіб, що було частиною антинілійських настроїв в Ішува того часу. У серпні 1979 року тіло Лішанського було знову перенесено на державній церемонії на гору Герцля, біля могили Авшалома Файнберга.

## Громадський образ
Лішанського загалом сприймали в Ішуві в негативному світлі, частково через загальний проблемний образ Нілі. Інші фактори включали чутки про удар ножем Файнбергу та несприятливі риси особистості. Протягом багатьох років його могила в Рішон-ле-Ціоні кілька разів зазнавала вандалізму, а в 1937 році театр «Габіма» показав виставу, в якій він був зображений у негативному світлі. 
Образ Лішанського зазнавав повільної трансформації до образу народного героя разом із трансформацією образу Нілі загалом.  Після того, як місце поховання Файнберга було знайдено поблизу Рафаха після Шестиденної війни та ім'я Лішанського було очищено, більше ізраїльтян почали сприймати його позитивно, і прем'єр-міністру Леві Ешколю було надіслано запит перенести могилу Лішанського на гору Герцля. Прохання було відхилено, хоча боротьба за покращення його іміджу відновилася та набула сили після «революції» 1977 року, коли права партія Лікуд була вперше обрана для формування уряду. Було засновано рух під назвою «Громадський комітет реабілітації Йосифа Лішанського», до складу якого ввійшли такі відомі особи, як Урі Цві Грінберг. Руху вдалося домогтися визнання діяльності Лішанського в Першій світовій війні та перенесення його останків під час державної церемонії на гору Герцля 8 серпня 1979 року. 